# Самур (река)
Самур (на лезгински: ЧIвехер вацI; на азербайджански: Samurçay) е река в най-южната част на Русия (Република Дагестан) и по границата с Азербайджан. Дължина 213 km, площ на водосборния басейн 7330 km².

Река Самур води началото си от източния склон на връх Гутон (3648 m), издигащ се на Главния (Водоразделен) хребет на Голям Кавказ, на 2788 m н.в. Тече в югозападна, а след това в западна посока в дълбока и тясна долина между хребетите Кябяк на юг и Самурски на север. След село Усухчай завива на североизток и между село Зухул и сгт Самур (двете населени места са на територията на Азербайджан) протича по границата между Русия и Азербайджан. След сгт Самур излиза от планината и навлиза в крайбрежната равнина. Тук долината ѝ се разширява, разбива се на ръкави и чрез делта се влива в Каспийско море, североизточно от дагестанското сгт Белиджи. Основни притоци: Кара Самур, Шиназчай, Локункам, Гюлгеричай (леви); Атагайчай, Лалаан, Ахтъчай, Усухчай, Генерчай (десни). Има смесено подхранване, като преобладава дъждовното. Пълноводие от края на март до август. Среден годишен отток на 20 km от устието 75 m³/s, средна мътност 1850 gr/m³. В най-долното си течение, в крайбрежната равнина водите ѝ се използват за напояване, като северно и южно от нея се отделят напоителни канали – съответно Самур-Дербентски и Самур-Апшеронски. По течението ѝ в Република Дагестан са разположени четири села районни центрове – Рутул, Ахтъ, Усухчай и Магарамкент, а на територията на Азербайджан – сгт Самур.

## Топографска карта
- К-38-XХІІІ М 1:200000[2]
- К-38-XХІV М 1:200000[3]
- К-39-XІХ М 1:200000[4]